# 코르막 콘드 롱가스
코르막 콘드 롱가스(아일랜드어: Cormac Cond Longas)는 아일랜드 신화의 얼스터 대계의 등장인물이다. 울라의 왕 콘코바르 막 네사의 장남으로, 콘코바르가 자기 어머니 네스와 근친상간하여 낳은 아들이다. 코르막의 양아버지는 페르구스 막 로크이다.
데르드레 사건으로 인해 페르구스가 코나크타로 망명하자 코르막도 페르구스를 따라갔고, 쿠얼러의 소몰이 전투 때 메브 여왕의 편에 서서 자기 아버지와 싸우게 되었다. 전투 도중 페르구스가 콘코바르를 죽이려고 하자 그를 말렸다.
나중에 콘코바르가 죽자 울라인들은 코르막에게 울라로 돌아와 왕이 되어달라고 했다. 그러나 코르막은 고향으로 돌아가는 길에 어떤 기아스를 어기게 되었고, 부하들과 함께 묵고 있던 여관이 습격당해 피살당했다.